# Borodaevite
La borodaevite è un minerale.